# Bateria de terra
Una pila de terra és un parell d'elèctrodes fets de dos metalls diferents, com el ferro i el coure, que estan enterrats a terra o submergits al mar. Les bateries de Terra actuen com a bateries activades per aigua. Si les plaques estan prou allunyades, poden aprofitar els corrents tel·lúrics. Les bateries terrestres de vegades es coneixen com a fonts d'energia tel·lúrica i generadors tel·lúrics.

## Història
Un dels primers exemples de bateria de terra va ser construït per Alexander Bain el 1841 per tal d'accionar un motor principal, un dispositiu que transforma el flux o els canvis de pressió d'un fluid en energia mecànica. Bain va enterrar plaques de zinc i coure a terra a aproximadament un metre de distància i va utilitzar el voltatge resultant, d'aproximadament un volt, per fer funcionar un rellotge. Carl Friedrich Gauss, que havia investigat el camp magnètic terrestre, i Carl August von Steinheil, que va construir un dels primers rellotges elèctrics i va desenvolupar la idea d'un "retorn a la Terra " (o "retorn a terra"), havien investigat prèviament aquests dispositius.
Daniel Drawbaugh va rebre una patent per una pila terrestre per a rellotges elèctrics (amb diverses millores en l'art de les piles terrestres). Una altra patent primerenca va ser obtinguda per Emil Jahr (Mètode d'utilització de corrents elèctrics terrestres).  La bateria terrestre, en general, generava energia per a les primeres transmissions telegràfiques i formava part d'un circuit sintonitzat que amplificava el voltatge de senyalització a llargues distàncies.

## Funcionament i ús
Les bateries de terra més simples consisteixen en plaques conductores de diferents metalls de la sèrie electropotencial, enterrades a terra de manera que el sòl actua com a electròlit en una pila voltaica. Per tant, el dispositiu actua com una cel·la primària. Quan funcionaven només com a dispositius electrolítics, els dispositius no eren contínuament fiables a causa de la sequera. Aquests dispositius van ser utilitzats pels primers experimentadors com a fonts d'energia per a la telegrafia. Tanmateix, en el procés d'instal·lació de llargs cables telegràfics, els enginyers van descobrir que hi havia diferències de potencial elèctric entre la majoria de parells d'estacions telegràfiques, resultants de corrents elèctrics naturals (anomenats corrents tel·lúrics) que fluïen a través del terra. Alguns dels primers experimentadors van reconèixer que aquests corrents eren, de fet, parcialment responsables d'allargar els alts rendiments i la llarga vida útil de les bateries terrestres. Més tard, els experimentadors utilitzarien aquests corrents sols i, en aquests sistemes, les plaques es polaritzaven.
Feia temps que se sabia que els corrents elèctrics continus fluïen a través de les parts sòlides i líquides de la Terra,  i la recollida de corrent d'un medi conductor elèctricament en absència de canvis electroquímics (i en absència d'una unió termoelèctrica) va ser establerta per Lord Kelvin.  La "bateria marítima" de Lord Kelvin no era una bateria química.  Lord Kelvin va observar que variables com la col·locació dels elèctrodes en el camp magnètic i la direcció del flux del medi afectaven el corrent de sortida del seu dispositiu. Aquestes variables no afecten el funcionament de la bateria. Quan les plaques metàl·liques s'immergeixen en un medi líquid, es pot obtenir i generar energia,  incloent-hi (entre d'altres) mètodes coneguts mitjançant generadors magnetohidrodinàmics. En els diversos experiments de Lord Kelvin, les plaques metàl·liques eren simètricament perpendiculars a la direcció del flux del medi i es col·locaven acuradament respecte a un camp magnètic, que desviava diferencialment els electrons del corrent que fluïa. Tot i això, els elèctrodes poden estar orientats asimètricament respecte a la font d'energia.
Per obtenir l'electricitat natural, els experimentadors clavaven dues plaques metàl·liques a terra a una certa distància l'una de l'altra en la direcció d'un meridià magnètic o meridià astronòmic. Els corrents més forts flueixen de sud a nord. Aquest fenomen posseeix una uniformitat considerable de la intensitat del corrent i del voltatge. A mesura que els corrents terrestres flueixen de sud a nord, es col·loquen elèctrodes, començant pel sud i acabant pel nord, per augmentar el voltatge a la major distància possible. En moltes de les primeres implementacions, el cost era prohibitiu a causa d'una dependència excessiva de l'espaiat extrem entre els elèctrodes.
S'ha descobert que tots els metalls comuns es comporten de manera relativament similar. Els dos elèctrodes espaiats, que tenen una càrrega en un circuit extern connectat entre ells, estan disposats en un medi elèctric, i l'energia s'imparteix al medi de manera que els " electrons lliures " del medi s'exciten. Els electrons lliures flueixen llavors cap a un elèctrode en major mesura que cap a l'altre elèctrode, fent que el corrent elèctric flueixi pel circuit extern a través de la càrrega. El corrent flueix des d'aquella placa la posició de la qual a la sèrie electropotencial és a prop de l'extrem negatiu (com ara el pal·ladi). El corrent produït és més alt quan els dos metalls estan més separats entre si en la sèrie electropotencial, i quan el material més proper a l'extrem positiu es troba al nord, mentre que el de l'extrem negatiu es troba cap al sud. Les plaques, una de coure i una altra de ferro o carboni, estan connectades per sobre del terra mitjançant un cable amb la mínima resistència possible. En aquesta disposició, els elèctrodes no es corroeixen químicament de manera apreciable, fins i tot quan es troben en terra saturada d'aigua, i estan connectats entre si per un cable durant molt de temps.
S'havia descobert que per enfortir el corrent, era més avantatjós introduir l'elèctrode electropositiu del nord més profundament en el medi que l'elèctrode del sud. Els corrents i voltatges més grans es van obtenir quan la diferència de profunditat era tal que una línia que unia els dos elèctrodes estava en la direcció de la inclinació magnètica. Quan es van combinar els mètodes anteriors, el corrent es va aprofitar i utilitzar de qualsevol manera coneguda